# 68853 Ваймака
68853 Ваймака (68853 Vaimaca) — астероїд головного поясу, відкритий 19 квітня 2002 року.
Тіссеранів параметр щодо Юпітера — 3,304.